# Gran Premio de Sudáfrica de Motociclismo de 2000
El Gran Premio de Sudáfrica de Motociclismo de 2000 fue la primera prueba del Campeonato del Mundo de Motociclismo de 2000. Tuvo lugar en el fin de semana del 17 al 19 de marzo de 2000 en el Phakisa Freeway, situado en Welkom, Provincia del Estado Libre, Sudáfrica. La carrera de 500cc fue ganada por Garry McCoy, seguido de Carlos Checa y Loris Capirossi. Shinya Nakano ganó la prueba de 250cc, por delante de Daijiro Kato y Tohru Ukawa. La carrera de 125cc fue ganada por Arnaud Vincent, Mirko Giansanti fue segundo y Emilio Alzamora tercero.

## Resultados 500cc
| Pos | N.º | Piloto              | Constructor | Vueltas | Tiempo/Retirado | Grilla | Puntos |
| --- | --- | ------------------- | ----------- | ------- | --------------- | ------ | ------ |
| 1   | 24  | Garry McCoy         | Yamaha      | 28      | 45:38.775       | 9      | 25     |
| 2   | 7   | Carlos Checa        | Yamaha      | 28      | +0.366          | 4      | 20     |
| 3   | 65  | Loris Capirossi     | Honda       | 28      | +1.590          | 2      | 16     |
| 4   | 10  | Alex Barros         | Honda       | 28      | +9.745          | 13     | 13     |
| 5   | 1   | Àlex Crivillé       | Honda       | 28      | +10.253         | 7      | 11     |
| 6   | 2   | Kenny Roberts, Jr.  | Suzuki      | 28      | +15.853         | 3      | 10     |
| 7   | 6   | Norick Abe          | Yamaha      | 28      | +24.228         | 15     | 9      |
| 8   | 9   | Nobuatsu Aoki       | Suzuki      | 28      | +26.719         | 12     | 8      |
| 9   | 55  | Régis Laconi        | Yamaha      | 28      | +36.231         | 16     | 7      |
| 10  | 17  | Jurgen vd Goorbergh | TSR-Honda   | 28      | +37.613         | 11     | 6      |
| 11  | 25  | José Luis Cardoso   | Honda       | 28      | +1:04.044       | 20     | 5      |
| 12  | 22  | Sébastien Gimbert   | Honda       | 28      | +1:14.912       | 17     | 4      |
| 13  | 15  | Yoshiteru Konishi   | TSR-Honda   | 28      | +1:30.049       | 21     | 3      |
| 14  | 12  | Shane Norval        | Honda       | 28      | +1:32.776       | 19     | 2      |
| 15  | 11  | José David de Gea   | Modenas KR3 | 27      | +1 Vuelta       | 18     | 1      |
| Ret | 8   | Tadayuki Okada      | Honda       | 21      | Accidente       | 6      |        |
| Ret | 5   | Sete Gibernau       | Honda       | 20      | Retirado        | 1      |        |
| Ret | 46  | Valentino Rossi     | Honda       | 12      | Accidente       | 5      |        |
| Ret | 4   | Max Biaggi          | Yamaha      | 12      | Retirado        | 10     |        |
| Ret | 99  | Jeremy McWilliams   | Aprilia     | 7       | Retirado        | 8      |        |
| Ret | 31  | Tetsuya Harada      | Aprilia     | 2       | Retirado        | 14     |        |

- Pole position: Sete Gibernau, 1:36.273
- Vuelta Rápida: Valentino Rossi, 1:36.933

## Resultados 250cc
| Pos. | Piloto             | Constructor | Tiempo/Retirado | Puntos |
| ---- | ------------------ | ----------- | --------------- | ------ |
| 1    | Shinya Nakano      | Yamaha      | 42:34.085       | 25     |
| 2    | Daijiro Kato       | Honda       | +0.875          | 20     |
| 3    | Tohru Ukawa        | Honda       | +13.813         | 16     |
| 4    | Olivier Jacque     | Yamaha      | +30.687         | 13     |
| 5    | Anthony West       | Honda       | +47.621         | 11     |
| 6    | Franco Battaini    | Aprilia     | +47.705         | 10     |
| 7    | Ralf Waldmann      | Aprilia     | +58.221         | 9      |
| 8    | Sebastián Porto    | Yamaha      | +1:02.190       | 8      |
| 9    | Jason Vincent      | Honda       | +1:07.732       | 7      |
| 10   | Naoki Matsudo      | Yamaha      | +1:09.269       | 6      |
| 11   | Jamie Robinson     | Aprilia     | +1:23.219       | 5      |
| 12   | Alex Debón         | Aprilia     | +1:25.538       | 4      |
| 13   | Marco Melandri     | Aprilia     | +1:29.763       | 3      |
| 14   | Klaus Nohles       | Aprilia     | +1:31.878       | 2      |
| 15   | Roberto Rolfo      | TSR-Honda   | +1 Vuelta       | 1      |
| 16   | David Checa        | TSR-Honda   | +1 Vuelta       |        |
| 17   | Jarno Janssen      | TSR-Honda   | +1 Vuelta       |        |
| 18   | Mike Baldinger     | Yamaha      | +1 Vuelta       |        |
| Ret  | Lucas Oliver Bultó | Yamaha      | Retirado        |        |
| Ret  | Alex Hofmann       | Aprilia     | Retirado        |        |
| Ret  | Ivan Clementi      | Aprilia     | Retirado        |        |
| Ret  | Shahrol Yuzy       | Yamaha      | Retirado        |        |
| Ret  | David García       | Aprilia     | Retirado        |        |
| Ret  | Adrian Coates      | Aprilia     | Retirado        |        |
| Ret  | Johan Stigefelt    | TSR-Honda   | Retirado        |        |
| Ret  | Fonsi Nieto        | Yamaha      | Retirado        |        |
| Ret  | Luca Boscoscuro    | Aprilia     | Retirado        |        |

- Pole position: Shinya Nakano, 1:37.705
- Vuelta Rápida: Daijiro Kato, 1:37.440

## Resultados 125cc
| Pos | Rider              | Manufacturer | Time/Retired | Points |
| --- | ------------------ | ------------ | ------------ | ------ |
| 1   | Arnaud Vincent     | Aprilia      | 41:35.310    | 25     |
| 2   | Mirko Giansanti    | Honda        | +1.937       | 20     |
| 3   | Emilio Alzamora    | Honda        | +2.057       | 16     |
| 4   | Roberto Locatelli  | Aprilia      | +2.362       | 13     |
| 5   | Noboru Ueda        | Honda        | +4.566       | 11     |
| 6   | Steve Jenkner      | Honda        | +11.073      | 10     |
| 7   | Gianluigi Scalvini | Aprilia      | +11.187      | 9      |
| 8   | Ivan Goi           | Honda        | +11.504      | 8      |
| 9   | Masao Azuma        | Honda        | +37.723      | 7      |
| 10  | Gino Borsoi        | Aprilia      | +39.819      | 6      |
| 11  | Lucio Cecchinello  | Honda        | +39.887      | 5      |
| 12  | Simone Sanna       | Aprilia      | +39.964      | 4      |
| 13  | Ángel Nieto, Jr.   | Honda        | +40.474      | 3      |
| 14  | Randy de Puniet    | Aprilia      | +41.118      | 2      |
| 15  | Pablo Nieto        | Derbi        | +52.411      | 1      |
| 16  | Alex de Angelis    | Honda        | +52.639      |        |
| 17  | Reinhard Stolz     | Honda        | +1:22.243    |        |
| 18  | Adrián Araujo      | Honda        | +1:27.527    |        |
| 19  | William de Angelis | Aprilia      | +1:27.811    |        |
| 20  | Max Sabbatani      | Honda        | +1:28.093    |        |
| 21  | Marco Petrini      | Aprilia      | +1:28.449    |        |
| 22  | Leon Haslam        | Italjet      | +1:28.648    |        |
| 23  | Toni Elías         | Honda        | +1:47.350    |        |
| Ret | Jaroslav Huleš     | Italjet      | Retirado     |        |
| Ret | Youichi Ui         | Derbi        | Retirado     |        |

- Pole position: Roberto Locatelli, 1:43.464
- Vuelta Rápida: Arnaud Vincent, 1:42.782